# STANCER
STANCER（スタンサー）は股関節の回旋角度(外旋・内旋)と体荷重を測定し、左右足のニュートラルポイント(中心の角度)を算出する測定器。
主に足の位置を固定して行うスポーツ（スノーボード、ゴルフ、ウェイトリフティング、アーチェリー、射撃等）のスタンスを決める際に活用され、その位置は個々によって違いがある為、多くのトップアスリート達も活用している。
またスノーボードの分野ではSAJ登録チーム『STANCER』の活動もあり、メインライダーとして角野友基が所属している。